# Mia et moi : L'Héroïne de Centopia
 (juillet 2022).
Si vous disposez d'ouvrages ou d'articles de référence ou si vous connaissez des sites web de qualité traitant du thème abordé ici, merci de compléter l'article en donnant les références utiles à sa vérifiabilité et en les liant à la section « Notes et références ».
 (juillet 2022).
 (juillet 2025).
Motif : manque de sources secondaires attestant la notoriété de ce film d'animation.
- Archive Wikiwix
- Bing
- Cairn
- DuckDuckGo
- E. Universalis
- Gallica
- Google
- G. Books
- G. News
- G. Scholar
- Persée
- Qwant
- (zh) Baidu
- (ru) Yandex
- (wd) trouver des œuvres sur Wikidata

| 1. | Préciser le motif de la pose du bandeau. | Précisez le motif de la pose du bandeau en utilisant la syntaxe suivante : {{admissibilité à vérifier\|date=juillet 2025\|motif=remplacez ce texte par le motif}}                                       |
| 2. | Informer les utilisateurs concernés.     | Pensez à avertir le créateur de l'article, par exemple, en insérant le code ci-dessous sur sa page de discussion : {{subst:avertissement admissibilité à vérifier\|Mia et moi : L'Héroïne de Centopia}} |

Pour plus de détails, voir Fiche technique et Distribution.
Mia et moi : L'Héroïne de Centopia (Mia and Me: The Hero Of Centopia) est un film d'animation australo-indo-belgo-allemand réalisé par Adam Gunn et Matthias Temmermans, sorti en 2022. Il est issu de l'univers de la série Mia et moi.

## Synopsis
Une ancienne prophétie s'entrelace autour du joyau magique du bracelet de Mia. Il emmène Mia dans un voyage aventureux vers les îles les plus reculées de Centopia. Là, Mia fait non seulement face à un ennemi puissant, mais prend également son destin en main.

## Fiche technique
Sauf indication contraire, les informations mentionnées dans cette section peuvent être confirmées par la base de données cinématographiques IMDb,  présente dans la section « Liens externes ».
- Titre original : Mia and Me: The Hero of Centopia
- Titre français : Mia et moi : L'Héroïne de Centopia
- Réalisation: Adam Gunn
- Scénario : Gerhard Hahn, Tess Meyer, coécrit par Fin Edquist d'après la série Mia et moi, d’après une idée originale de Gerhard Hahn
- Musique : Christoph Zirngibl
- Montage : Simon Klaebe
- Production : Tracy Lenon, Thorsten Wegener et Brian Rosen
  - Production déléguée : Barbara Stephen, Martin Krieger et Sriram Chandrasekaran
- Sociétés de production : Studio 100 Media , Studio B Animation et Broadvision Services, en association avec Flying Bark Productions, Studio Isar Animation, Studio56 Animation, Constantin Film et ZDF
- Société de distribution : Alba Films
- Pays de production :  Allemagne,  Australie,  Belgique,  Inde
- Langue originale : anglais
- Format : couleur - 2,39:1 - Son : 5.1
- Genre : animation 3D, comédie
- Dates de sortie :
  - France : 22 juillet 2022

## Distribution

### Monde réel
- Margot Nuccetelli (VF : Sarah Woestyn) : Mia
- Dave Willetts (VF : Pierre Laf leur) : le grand-père de Mia

### Monde de Centopia
- Tristan Moreau : Phuddle
- Jeremy Bruyninckx : Iko
- Séverine De Witte : Yuko
- Damien Locqueneux : Mo
- Arnaud Van Parys : Tempête
- Mathieu Meunier : Toxor
- Jonas Claessens : Roi Raynor
- Nathalie Van Tongelen : Reine Mayla
- Guillaume Jacobs : Glitch
- Rèhab Mehal : Impératrice Shuuba
- Stefan Staller : Nino